# Лоринг, Лиза
Лиза Лоринг (англ. Lisa Loring, ур. Лиза Энн ДеСинсез (англ. Lisa Ann DeCinces); 16 февраля 1958, Кваджалейн, Подопечная территория Тихоокеанские острова — 28 января 2023, Бербанк, Калифорния) — американская актриса. Наиболее известна в роли Уэнздей Аддамс в сериале «Семейка Аддамс».

## Биография
Её родители служили в ВМС США, но развелись вскоре после её рождения. Она выросла на Гавайях, затем переехала с матерью в Лос-Анджелес. Начала работать моделью в возрасте трех лет, в 1964 году появилась в эпизоде сериала «Доктор Килдэр». В 1974 году мать Лизы умерла от алкоголизма в возрасте 34 лет.
Присоединилась к актёрскому составу в ситкоме The Pruitts of Southampton в 1966 году. После детской карьеры стала членом мыльной оперы «Как вращается мир» с 1981 по 1983 годы, где она играла роль Крикет Монтгомери.
Лоринг вернулась к актёрской деятельности в 2011 году.
Лоринг скончалась 28 января 2023 года в больнице Providence Saint Joseph Medical Center (город Бербанк, штат Калифорния) после перенесённого «обширного инсульта» за четыре дня до этого.

## Личная жизнь
В 1973 году Лоринг вышла замуж за друга детства Фаррелла Фоумберга и родила дочь в 16 лет. В следующем году они развелись. В 1981 году её мужем стал актёр Даг Стивенсон, который был контрактным исполнителем в мыльной опере «В поисках завтрашнего дня», от него она родила вторую дочь. Развелись в 1983 году.
На Лоринг был женат порноактер Джерри Батлер. Они познакомились на съемках фильма для взрослых «Traci’s Big Trick» в 1987 году, где Лиза работала визажистом. В последующие годы их брака Лоринг выражала недовольство тем, что муж продолжает сниматься в порно, и в конце концов Батлер начал сниматься тайно, без её ведома. Батлер и Лоринг развелись в 1992 году.
В 1991 году она стала зависимой от героина, но излечилась в следующем году.
В 2003 году Лиза вышла замуж за Грэма Рича, они расстались в 2008 году и в июне 2014 года подали на развод.

## Избранная фильмография
| Год       |   | Русское название | Оригинальное название | Роль           |
| --------- | - | ---------------- | --------------------- | -------------- |
| 1964—1966 | с | Семейка Аддамс   | The Addams Family     | Уэнздей Аддамс |